# Manuela Vargas
Manuela Hermoso Vargas (Sevilla, 1941 - Madrid, 12 de octubre de 2007) fue una bailaora de flamenco española, conocida artísticamente como Manuela Vargas.

## Biografía
Manuela Vargas empezó a trabajar a los doce años en el tablao "El Guajiro", con el maestro Enrique El Cojo, y de allí pasó al tablao madrileño "El Duende". Su gran oportunidad le llegó en 1964, cuando ganó el Premio Internacional de Danza del Teatro de las Naciones de París con el espectáculo Antología dramática del flamenco, de José Monleón, que inició su carrera internacional.
En 1965 estuvo presente en el pabellón español de la Feria Mundial de Nueva York y en 1966 actuó durante cuatro semanas en el Teatro "Prince of Wales" de Londres. En 1969 cosechó un triunfo notable en el Teatro Avenida de Buenos Aires, recibiendo a su regreso de la gira americana el Premio Nacional de Baile Flamenco por la Cátedra de Flamencología de Jerez de la Frontera.
En el terreno nacional, además de disponer de su propia compañía, participó en importantes montajes, como Medea dirigida por Miguel Narros en 1984; Así que pasen cinco años de Federico García Lorca, en versión del Centro Dramático Nacional (1989) y, con el mismo organismo: La Gallarda (1992), de Rafael Alberti. Otros montajes a reseñar fueron por ejemplo: La petenera, El Sur y Fedra. Estuvo presente en la gala de inauguración de la Expo'92 de Sevilla. En 1969 coprotagonizó junto a Mark Stevens la película España otra vez de Jaime Camino. Su última colaboración bien conocida en el mundo del cine fue La flor de mi secreto, de Pedro Almodóvar junto a Joaquín Cortés.
En 2006 fue distinguida con la Medalla de Oro al Mérito en las Bellas Artes.
Tuvo dos hijas con Horacio Vial Serrano, Rocío y Macarena. Falleció el 12 de octubre de 2007 en Madrid a los 66 años de edad, a consecuencia de un cáncer que padecía desde hacía años, fue enterrada en el cementerio de San Fernando de Sevilla.